# Diecezja Rutana
Diecezja Rutana (łac. Dioecesis Rutanus) – diecezja rzymskokatolicka w Burundi, należy do metropolii Gitegi. Powstała w 2009 z terenów diecezji Bururi oraz diecezji Ruyigi.

## Biskupi diecezjalni
- Bonaventure Nahimana (2009–2022)
- Léonidas Nitereka (od 2025)